# Carl Friedrich Behrens
Pour les articles homonymes, voir Behrens.
Carl Friedrich Behrens, né en 1701 à Rostock alors dans le Royaume de Prusse et mort en 1750, est un navigateur et explorateur allemand célèbre pour avoir participé à l'expédition vers l'île de Pâques en 1722.

## Biographie
Carl Friedrich Behrens a fait partie, comme sous-officier, de la flotte de l'amiral hollandais Jakob Roggeveen qui navigue dans l'océan Pacifique en 1721-1722 pour le compte de la Compagnie des Indes occidentales des Provinces-Unies. La flotte aborde pour la première fois, pour des Européens, l'île Rapa Nui le 5 avril 1722, jour de Pâques, mais seul Behrens y débarque le 9 avril ; Roggeveen, déjà âgé, n'y pose jamais le pied. C'est également Behrens qui aborde l'atoll de Tikei, dans les Tuamotu, le 19 mai 1722 et le nomme « île Carlshoff ».

## Ouvrage
- Histoire de l'expédition de trois vaisseaux envoyés par la Compagnie des Indes Occidentales des Provinces-Unies, aux terres australes en 1721, par Karl Friedrich Behrens, éditions de la Compagnie Indes Occidentales, La Haye, 1739 (édition originale allemande en 1737).